# Río Nepeña
Il Río Nepeña o Nepeña è un fiume del Perù lungo 89 km che scorre nella regione di Ancash. Nasce all'altezza dei laghi Tocanca e Capado, in Cordillera Negra, e sfocia nell'Oceano Pacifico dopo avere attraversato le province di Yungay, Huaylas e Santa, con direzione predominante da nord-est a sud-ovest.
Il fiume prende inizialmente il nome di Capado, per poi essere denominato Ticlla dall'omonima località fino al punto in cui riceve le acque dal fiume Colcap; a partire da questo punto prende il nome di Jimbe fino alla confluenza con un altro corso d'acqua, il Lampanin, dopo la quale viene finalmente chiamato Nepeña. Dopo aver superato l'omonima località cambia nuovamente nome, assumendo quello di Samanco fino alla foce. La portata varia notevolmente in base alla stagione: da un massimo di 13,16 m³/s il fiume arriva ad una portata minima di 0,19 m³/s, con una media annuale di 3,25 m³/s.
Grazie ai canali di irrigazione il suo basso corso, situato nella zona desertica costiera pre-andina, è sfruttato per la coltivazione in primo luogo della canna da zucchero, oltre che di mais, fagioli, manioca e pomodori.